# Eugène Stanislas Alexandre Bléry

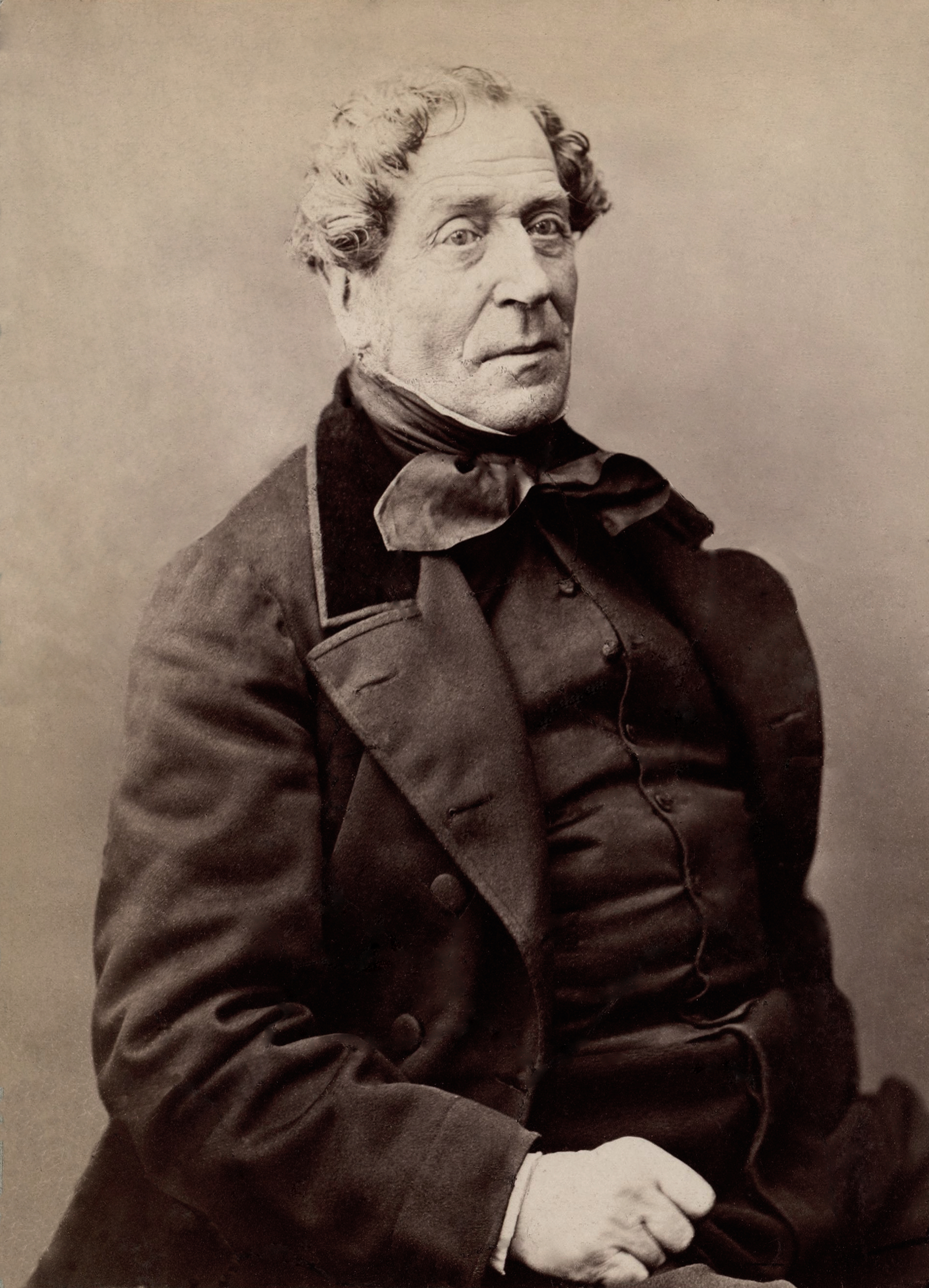
Eugéne Bléry fotografato da Nadar

Eugène Stanislas Alexandre Bléry (Fontainebleau, 3 marzo 1805 – Parigi, 10 giugno 1887) è stato un incisore e disegnatore francese.

## Biografia

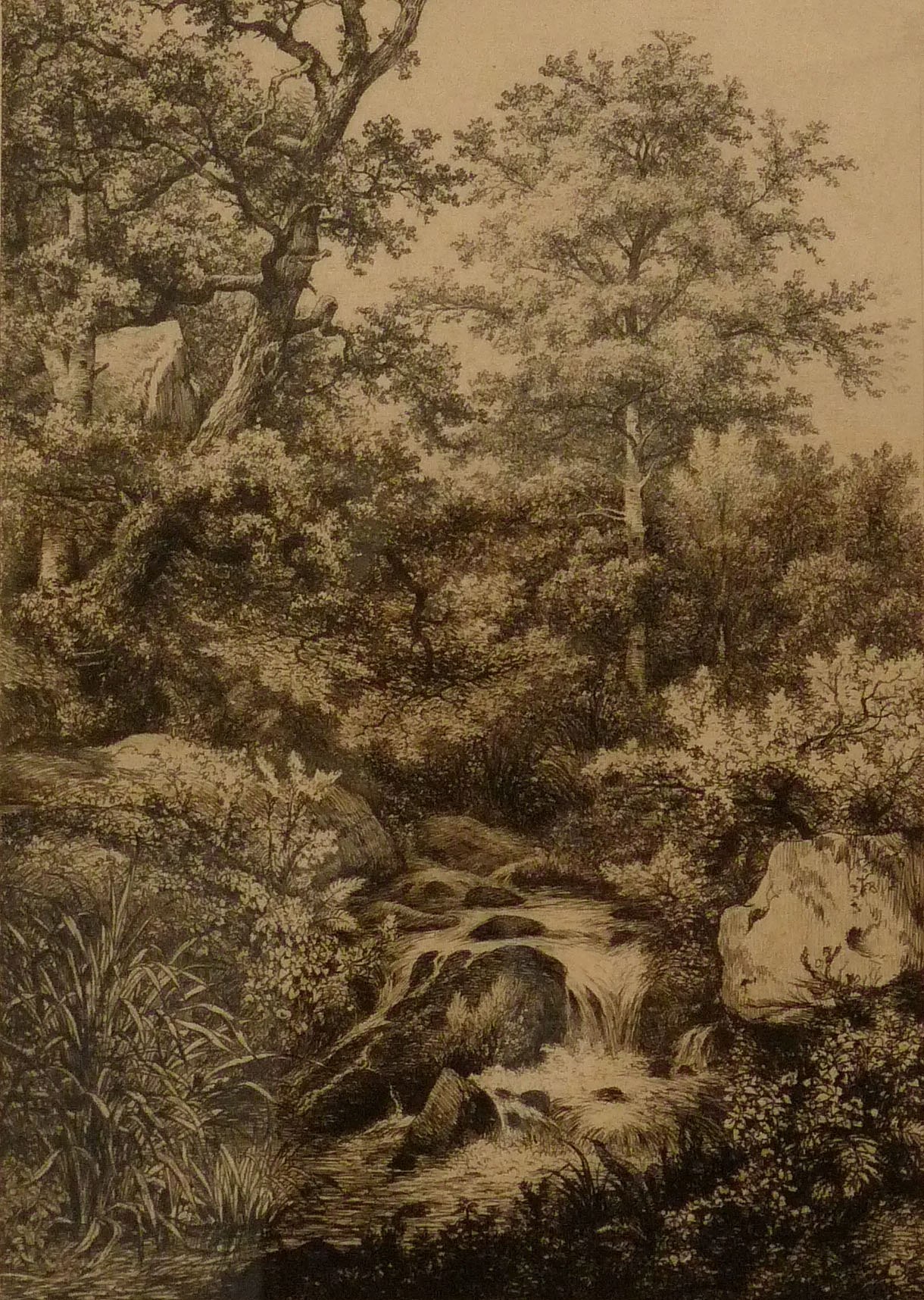
Ruscello (1866)

Iniziato in giovane età lo studio dell'incisione, dal 1835 al 1840 realizzò a penna e a matita vedute di luoghi del Delfinato, della Svizzera e dell'Alvernia (Il ponte di Dorieu presso Lione; Les Vaux-de-Cernay in Seine-et-Oise). Eseguì, inoltre, grandi raccolte d'acqueforti, come Foreste e paesaggi e I dintorni di Fontainebleau, a partire da suoi disegni oppure da opere di autori olandesi come Meindert Hobbema e Jacob van Ruisdael.
Al Salon ottenne alcune medaglie: terzo posto nel 1840, secondo nel 1841 e primo nel 1842.
Il 5 luglio 1846 fu decorato con la Legion d'onore.
A partire dal 1848 realizzò acqueforti, come Piante e Gruppi, di cui fu contemporaneamente l'incisore, l'editore e lo stampatore, tra cui Grandi piante ai piedi di un castagno, La quercia e la canna e Tronco di faggio furono segnalate al Salon del 1863.
Fu suo allievo dal 1849 al 1850 Charles Meryon.

## Opere
- Il ponte di Dorieu presso Lione, incisione[2]
- Les Vaux-de-Cernay, incisione[2]
- Foreste e paesaggi, serie di incisioni[2]
- I dintorni di Fontainebleau, serie di incisioni[2]
- Piante e Gruppi, serie di incisioni[2]